# Baby-M
baby-M（ベイビー-エム）は、日本の最小、最軽量の元女子プロレスラー（当時）。
身長146cm、体重46kg。
本名、生年月日、出身地、血液型は非公開。アルシオンのライセンスナンバー59。正体不明のマスク娘は自称18歳。かつてLLPWに所属していた和田部美穂の親友を名乗っていた。
アルシオン→AtoZ→フリー→M'sと団体を移籍し、リングネームをbaby-Aからbaby-Mに変えた。

## 経歴・戦歴
2001年
- 11月25日、千葉・東京ベイNKホールにおいて、対PIKO、PIKA組にてBaby-Aのリングネームでアルシオンからデビュー。デビュー戦のパートナーはチャパリータASARIであった。

2002年
- 5月11日、千葉・NKホールにおいて、レディ・ペンタゴンとマスカラ・コントラ・マスカラで対戦。勝利。
- 7月21日、東京・後楽園ホールにおいて、コマンド・ボリショイと対戦。敗れる。
- 8月25日、東京流通センターアールンホールにおいて、noki-Aと対戦。敗れる。
- 9月12日、東京・後楽園ホールにおいて、救世忍者乱丸と対戦。敗れる。
- 10月7日、東京・後楽園ホールにおいて、ポリスウ〜マンと対戦。敗れる。
- 11月4日、東京・後楽園ホールにおいて、ラ・マルクリアーダと対戦。敗れる。

2003年
- 3月3日、伊勢崎市民体育館において、タイガーハニーと対戦。敗れる。
- 4月29日、東京・後楽園ホールにおいて、天界二十八部衆カルラと対戦。敗れる。

2004年
- 3月28日、東京・後楽園ホールにおいて、賀川照子と組んで、MARU、斎藤啓子組と対戦。賀川がMARUに敗れる。
- 4月4日、東京・ディファ有明において、倉垣翼と対戦。敗れる。
- 6月8日、東京・北沢タウンホールにおいて、吉田万里子、大向美智子と組んで、魔界魔女1号、魔界魔女2号、魔界魔女3号組と対戦。Baby組が勝利。

2005年
- 2月11日、「EX格闘美」において、Baby-M、風香、木村ネネ組対ダイナマイト・関西の3対1変則マッチで、最後はスプラッシュ・マウンテンで敗れる。
- 5月20日、東京・新木場1stRINGにおいて、アジャ・コングと組んで栗原あゆみ、木村響子組と対戦。アジャが栗原に勝つ。
- 5月21日、バトルスフィア東京（666-Triplesix-Vol.8怨霊十執念記念興行）において、バトルロイヤルに出場。
- 7月9日、格闘美～Festa～において、全員参加バトルロイヤルに出場。
- 7月10日、東京・新木場1stRING（M's Style「Mab～夢を支配Ⅳ～」）において、アジャ・コングと対戦。アジャは5カウント、Babyは2カウント取れば勝ちという変則マッチを戦うが、負ける。
- 7月17日、格闘美～Festa～特別企画において、チャイナ服のコスプレを披露。同大会、救世忍者乱丸、闘牛・空と組んで、MARU、斎藤啓子、渋谷シュウ組と対戦。空がMARUからタックルで勝利。
- 8月7日、M's Style「Mab～夢を支配Ⅴ～」のワンデータッグトーナメントにダイナマイト・関西と組み出場。1回戦の相手の植松寿絵、輝優優組の場外リングアウトによって負けてしまう。
- 8月26日、後楽園ホール（LLPW 華激ルネッサンス2005）において、立野記代25周年記念27人参加バトルロイヤルに出場。最後、Baby-M、ジャンボ堀、立野記代の3選手が残り、Babyが堀を丸め込んでフォール勝ちしたが、立野に丸め返されて負ける。
- 8月28日、格闘美～Festa～において、全員参加バトルロイヤルに出場。
- 10月23日、M's Style「Mab～夢を支配Ⅶ～」において、GAMIと組んで、闘牛・空、闘獣牙Leon組と対戦。ベビトーン・ボムで空から勝利。
- 11月20日、M's Style「Mab～夢を支配Ⅷ～」において、大向美智子と組んで、GAMI、遠藤美月組と対戦。遠藤に敗れる。
- 12月6日、後楽園ホール（LLPW 華激レジェンド2005）において、ジャガー横田と組んで、ハーレー斉藤、井上貴子組と対戦。ハーレーのフィッシャーマンズバスターで敗れる。
- 12月23日、後楽園ホールにおいて、Baby-M、MIKAMI組対GAMI、ディック東郷組のカードでBaby-MがGAMIからフォール勝ちして引退する。現役生活は4年間であった。

2006年
- 9月12日、東京・新木場1stRING（未来メモリアル～For The Future～）において、受け付けを担当した。

## 得意技
- ドロップキック
- ベイビーイリュージョン
- ベビトーン・ボム
  - コーナー最上段にリングに向かって立ち、そこから前方回転。セントーンを決める。この技の特徴は、背を反らせて飛ぶこと。
- 前転キャメルクラッチ
  - 相手をうつ伏せにし、脚側から前転し、キャメルクラッチに行く。

## 入場テーマ曲
- 「LET THE BEAT CONTROL YOUR BODY」（2UNLIMITED）

## DVD
- 格闘美&EXPERT 2005.Jun～Mar「Baby-M、風香、木村ネネ対ダイナマイト・関西」（JDスター）
- 格闘美Fasta「全員参加バトルロイヤルほか」（JDスター）
- M's Style NEW STYLE SYSTEM「引退試合ほか」（QUEST）
- Lady'sゴングVol.85 SPECIAL DVD「レディース・ゴング　オリジナルムービー内「M」本動画版（プライベート映像）」（日本スポーツ出版社）
- PREFECT ARSION～アルシオンの6年間の軌跡～「Baby-M、チャパリータASARI組対PIKO、PIKA組ほか」（QUEST）